# Rhopalodes aurorata
Rhopalodes aurorata är en fjärilsart som beskrevs av Paul Dognin 1923. Rhopalodes aurorata ingår i släktet Rhopalodes och familjen mätare. Inga underarter finns listade.